# Zeecypres
De zeecypres (Sertularia cupressina) is een hydroïdpoliep uit de familie Sertulariidae. De poliep komt uit het geslacht Sertularia. Sertularia cupressina werd in 1758 voor het eerst wetenschappelijk beschreven door Carl Linnaeus.

## Beschrijving
Deze koloniale hydroïdpoliep valt op door zijn witte of zilverachtige kleur, en lijkt op een plant met zowel takken als een stengel. De kolonies zijn vertakt, bosvormig en gewoonlijk tot 30-35 cm lang, maar kunnen de 60 cm bereiken. De hoofdas is flexibel en bestaat uit internodiën (geledingen/segmenten). Over het algemeen zijn er slechts twee zijtakken per internodium waarbij het bovenste deel van de hoofdas licht spiraalvormig is. De hydrotheca (komvormige uitsteeksels) wisselen elkaar af en zijn buisvormig met twee tanden (enigszins ongelijk in lengte). De gonotheca (omhulsel van de voortplantingsstructuren) heeft eerst de vorm van een langgerekt ei en wordt daarna knotsvormig (vaak met uitsteeksels aan de top). De kleine poliepen op de zijtakken kunnen zich terugtrekken in de flesvormige openingen van de kopjes.

## Verspreiding
De zeecypres komt wijdverbreid voor in de Noord-Atlantische Oceaan, zowel aan de Europese als Noord-Amerikaanse kusten. Deze soort wordt aangetroffen in een reeks leefgebieden, van estuaria tot de open kust waarbij ze zich hechten aan harde ondergronden zoals rotsen en in zandige gebieden op bijvoorbeeld sint-jakobsschelpen. Ze zijn ook te vinden op oesterbedden.